# 伊丽莎白·阿姆斯特朗
伊丽莎白·阿姆斯特朗（英語：Elizabeth Armstrong，1983年1月31日—），美国女子水球运动员。她曾代表美国国家队参加2008年和2012年夏季奥林匹克运动会水球比赛，获得一枚金牌和一枚银牌。